# L'Oncle Harry
Pour plus de détails, voir Fiche technique et Distribution.
L'Oncle Harry (titre original : The Strange Affair of Uncle Harry) est un film américain de Robert Siodmak réalisé en 1945, avec George Sanders, Geraldine Fitzgerald et Ella Raines.

## Synopsis
(avril 2021).
Le contenu est difficilement compréhensible vu les erreurs de traduction, qui sont peut-être dues à l'utilisation d'un logiciel de traduction automatique.
Harry Quincy est un homme d'âge moyen et aimable qui travaille comme créateur dans une usine de tissu de la petite ville de Corinth en Nouvelle-Angleterre. Les plus jeunes de l'usine l'appellent ainsi « Oncle Harry ».
Célibataire, il vit avec ses deux sœurs Lettie et Hester. Enfants d'une famille patricienne de la ville (leur ancêtre, général durant la Guerre de Sécession, a sa statue sur la grand'place de la ville), ils vivent assez chichement dans une grande maison qui est tout ce qui reste de la fortune familiale quasiment réduite à néant par la crise de Wall Street en 1929, aidés par Nona, une vieille domestique dévouée.
Lettie est jolie mais gâtée et passe ses journées au lit, feignant des maladies récurrentes mais vagues, et entretient avec son frère Harry une relation assez trouble, à la limite de l'incestueux, tandis qu' Hester, qui est veuve, travaille toujours dur pour tenir la maisonnée.
Tout est bouleversé par l'arrivée de Deborah (Ella Raines), récemment embauchée à l'usine de textiles, piquante jeune créatrice de modes, mince et élégante qui arrive de New York.
Elle tombe amoureuse d'Harry malgré leur différence d'âge, et Harry, qui a en lui une touche de romantisme sous son apparence conformiste, (Il contemple les étoiles avec un télescope depuis un petit observatoire qu'il s'est bricolé dans une ancienne remise à chevaux) n'est en rien insensible à son charme.
Désireux de se marier, ils ont prévu de vivre à deux dans la grande maison familiale, mais cela implique que les sœurs trouvent une autre maison. Bien que ce ne soit pas un problème pour Hester, Lettie est très réticente à l'idée de changer son quotidien. Elle sabote systématiquement leurs projets de mariage,en refusant l'une après l'autre toutes les maisons à vendre dans les environs.
Un dimanche, alors qu'Harry et Deborah ont programmé une escapade à New York pour se marier, leur plan est contrecarré lorsque Lettie s'effondre et est transportée à l'hôpital. Deborah oblige alors son fiancé à choisir entre sa sœur ou elle. Il choisit sa sœur et ils se séparent, apparemment pour toujours.
Pour aggraver les choses, Harry apprend plus tard que Deborah, courtisée par le fils de son patron, un playboy entreprenant, lui a finalement cédé et doit s'embarquer pour l'Europe pour se marier. Se sentant trahi, il se souvient que Lettie avait acheté du poison pour l'éventuelle euthanasie de leur chien. Un soir, il glisse une dose du poison, découvert dans le bureau de Lettie, dans son chocolat chaud. Malheureusement, à la suite d'une méprise, c'est Hester qui en boit à sa place et meurt. Quand la femme de ménage la voit, elle dit qu'elle ne pensait pas que Lettie l'aurait tuée, tout en étant consciente que les deux sœurs se disputaient toujours. Harry voit alors sa chance de se venger de Lettie.
Les citoyens de Corinth sont tous convaincus de la culpabilité de Lettie, le jury l'a condamne à la pendaison et tous les recours en grâce sont successivement rejetés. 
Cependant Harry a changé d'avis et apporte une confession écrite au directeur de la prison. La lisant, ce dernier pense qu'Harry est juste un homme compatissant essayant de sauver sa méchante sœur. Il affirme que cette histoire n'a pas de sens puisqu'au départ, il voulait sa mort et maintenant il veut la sauver. Une confrontation, hors la vue du juge, entre Harry et Letty a lieu, durant laquelle Letty choisit délibérément de mourir, en revendiquant le meurtre de sa sœur, et fait bien sentir à Harry que désormais il devra vivre avec le remords d'avoir provoqué la mort de ses deux sœurs.
Rentré chez lui, dans son petit observatoire astronomique où a commencé son idylle avec Deborah esquisse le geste de se suicider avec ce qui reste du poison pour chien.
Toutefois, à la fin du film, on découvre que tout ce qu'a fait Harry après avoir empoisonné la tasse de chocolat chaud est un cauchemar (comme dans le film La femme au portrait avec Edward G Robinson en vedette sorti un an avant). Au lieu de cela, Harry jette le poison dans la poubelle. Plus tard, Deborah revient chez lui en larmes, disant qu'elle a décidé de ne pas épouser l'autre homme et qu'elle est revenue le chercher.

## Fiche technique
- Titre original : The Strange Affair of Uncle Harry
- Réalisation : Robert Siodmak
- Scénario : Stephen Longstreet, Keith Winter, d'après une pièce de Thomas Job
- Photographie : Paul Ivano
- Montage : Arthur Hilton
- Musique : Mario Castelnuovo-Tedesco, Paul Dessau, Hans J. Salter
- Direction artistique : John B. Goodman, Eugene Lourié
- Décors : Russell A. Gausman
- Maquillage : Jack Pierce
- Producteurs : Charles K. Feldman, Joan Harrison
- Sociétés de production : Charles K. Feldman Group
- Sociétés de distribution : Universal Pictures (États-Unis), General Film Distributors (Royaume-Uni)
- Pays d'origine :  États-Unis
- Format : Noir et blanc — 35 mm — 1,37:1 — Son : Mono
- Genre : Film dramatique, Film noir
- Durée : 80 minutes
- Date de sortie : 
  - États-Unis : 17 août 1945

## Distribution
- George Sanders : Harry Melville Quincey
- Geraldine Fitzgerald : Lettie Quincey
- Ella Raines : Deborah Brown
- Sara Allgood : Nona
- Moyna MacGill : Hester Quincy (comme Moyna Macgill)
- Samuel S. Hinds : Dr Adams
- Harry von Zell : Ben (comme Harry VonZell)
- Judy Clark : Helen
- Coulter Irwin : Biff Wagner (comme Coulter F. Irwin)
- Craig Reynolds : John Warren
- Clarence G. Badger
- Billy Gray
- Holmes Herbert : Warden
- Arthur Loft : Mr. Follinsbee
- Will Wright : Mr. Nelson

## Autour du film
Le caractère « plaqué » du Happy end final (« Ce n'était qu'un cauchemar », mot d'ailleurs retenu comme titre pour la diffusion dans les pays hispanophones où il est titré Pesadilla) est très apparent et une annonce invite d'ailleurs les spectateurs à ne pas « gâcher » le film en révélant la fin à leurs amis.
D'après le critique André Moreau (Télérama) qui a rédigé la récente fiche accompagnant le film (longtemps inédit en France), cette fin très discordante est une conséquence du code de censure Hays alors en pleine application aux États-Unis.
La relation entre Letty et son frère Harry confine à l'Inceste (même si cela n'est que suggéré) et, le même code interdisant que le criminel échappe à la justice, (même en portant le poids d'un écrasant remords) Siodmak a choisi de conclure son film avec ce happy end en total décalage avec la trame narrative du film.